# Nupserha producta
Nupserha producta là một loài bọ cánh cứng trong họ Cerambycidae.